# Eduard Glaser
Eduard Glaser (15. března 1855 Podbořanský Rohozec – 7. května 1908 Mnichov) byl česko-německý arabista, cestovatel a archeolog. V 80. a 90. letech 19. století celkem čtyřikrát navštívil jižní část Arabského poloostriova, hlavně území dnešního Jemenu. Je jedním ze zakladatelů vědy o starověkých dějinách Jemenu. Publikoval několik odborných monografií a studií.

## Životopis
Glaser se narodil jako jedno z pěti dětí židovského zemědělce v Podbořanském Rohozci na Podbořansku. Obec byla v té době německá, Glaserovou mateřštinou byla němčina. Ještě v době Glaserova dětství se rodina přestěhovala do Stránek na Žatecku a později do Žatce, kde si v Obloukové ulici čp. 226 otevřel jeho otec obchod s obilím. Roku 1868 začal Glaser studovat na reálce v Chomutově, v roce 1871 přestoupil na vyšší reálku do Prahy. V roce 1873 začal studovat na tamní polytechnice, zároveň navštěvoval na univerzitě kurzy arabštiny. Dalším jeho působištěm se stala od roku 1878 Vídeň, kde začal se studiem astronomie a zároveň pracoval jako asistent v místní hvězdárně.
V letech 1873 a 1875 podnikl cesty do Paříže. Vzhledem k nedostatku finančních prostředků většinu trasy absolvoval pěšky. Jeho jazyková vybavenost a znalosti astronomie a geodézie se brzy staly známými; Glaser proto obdržel několik nabídek k účasti na cestovatelských expedicích. Jednu z nich mu učinil jeho český vrstevník Emil Holub, jenž ho vyzval k účasti na své druhé africké expedici. Glaserův zájem ale směřoval do arabského světa, a tak Holubovu nabídku odmítl.
Do přímého kontaktu a arabským světem se dostal roku 1880, kdy získal místo na rakouském konzulátu v Tunisu. Zároveň tam působil jako učitel konzulova syna. Počátkem roku 1882 odešel do Egypta, kde se zdokonaloval v arabštině a snažil se získat prostředky na vypravení expedice.
V říjnu 1882 zahájil Glaser svoji první expedici. Přes Hudajdu se dostal až do Saná. V jejím okolí podnikl rozsáhlé archeologické výzkumy, zaměřené na tamní nejstarší státní útvary: Sabejskou říši, království Hadramaut a Quataban. Glaser do Evropy dopravil množství epigrafického materiálu, jednak opisy nápisů na kamenech, jednak originálů. Další cesty do Jemenu podnikl Glaser v letech 1885–1886, 1887–1888 a 1892–1894. Při třetí expedici se dostal do pouštního města Marib, poslední spolufinancovala Společnost pro německou vědu v Praze.
Až do roku 1895, kdy se natrvalo odstěhoval do Mnichova, žil Glaser u své rodiny v Žatci. Bavorskou metropoli zvolil zejména proto, že odtud bylo blíže ke střediskům bádání o Orientu. Ještě v roce 1907 odjel do Cařihradu, kde v tamním Archeologickém muzeu katalogizoval sabejskou sbírku. Glaser zemřel ve svém mnichovském bytě na kornatění cév. Jeho prasynovcem byl Peter Glaser, česko-americký vědec spolupracující s NASA.
Glaserova pozůstalost je v Čechách rozptýlena do tří institucí. Doposud nezpřístupněné jsou materiály v Regionálním muzeu K. A. Polánka v Žatci. Stejně jako žatecký muzejní fond obsahují i písemnosti uložené v Náprstkově muzeu korespondenci, rukopisy článků a fotografie. Rovněž tato část vědcovy pozůstalosti je nezpracována. Jediným badatelsky přístupným fondem je ta část Glaserovy pozůstalosti, která je uložená ve Státním okresním archivu v Lounech.
Obsahuje přes padesát dopisů, které Glaser psal příbuzným do Žatce ze svých cest, dále korespondenci s vědeckými institucemi a badateli, časopisecké výstřižky a rovněž písemnosti, týkající se vypořádání Glaserovy pozůstalosti.

## Vybrané publikace
- Meine Reise durch Arḥab und Hâschid, Petermann's Mitteilungen 30, 1884, s. 170–183; 204–213.
- Die Abessinier in Arabien und Afrika auf Grund neüntdeckter Inschriften, H. Lukaschik, München 1895.
- Punt und die südarabischen Reiche, W. Peiser, Berlin 1899.
- Suwâʿ und al-ʿUzzâ und die altjemenischen Inschriften, H. Lukaschik, München 1905.